# Брюґґен Володимир Олександрович
Володи́мир Олекса́ндрович Брю́гген (*29 березня 1932, Харків — 19 липня 2018, Харків) — радянський і український критик, літературознавець, перекладач, есеїст. Член Національної спілки письменників України (1965). Лауреат літературних премій імені Олександра Білецького, імені Василя Мисика, ім. Григорія Сковороди «Сад божественних пісень» та ін.

## Життєпис
Навчався у Харківському політехнічному інституті (1950—1952), перейшов на відділення журналістики Харківського університету. Закінчив факультет журналістики Київського університету (1956). Працював у редакції районної (м. Богодухів Харків. обл.) та заводської (з-д «ХЕМЗ») газет, на Харківському телебаченні (1958—1960). У 1960—1970 — завідувач відділу критики журналу «Прапор». Від 1970 — на творчій роботі.

## Творчий доробок
Перший друкований виступ (рецензія) — у журналі «Звезда» (1951). Критичним публікаціям Б. властиві увага до художніх деталей, прагнення розкрити творчі можливості, стиль автора. Б. відомий також як автор афоризмів, іроніко-сатиричних та філософських мініатюр, що публікувалися в журналах «Вітчизна» (1992), «Сучасність» (1998), «Радуга» (1990), «Київ» (1998). Вони прикметні дотепністю, оригінальністю думки. Відомий Б. і як перекладач прози й поезії з французької, англійської та польської мов: поезії С.-Ж. Перса, романи й повісті Л. Буссенара (трилогія «Гвіанські робінзони»), Ж. Верна («Повітряне село», «Таємниця Вільгельма Шторіцо»), Р. Фалле («Дурник у Парижі»), А. Крісті («Смерть у шампанському»), Д. Чейза («Лис у капкані»), П. Лєне («Ірреволюція», «Ніжні сестрички»), спогади Л. Хемінґуея («Мій брат, Ернест Хемінгуей»), оповідання Б. Меламуда, польського гумористів та ін. Подав нову редакцію українського тексту й переклав російською мовою два томи українського сороміцького фольклору з літературної спадщини В. Гнатюка — «Билиці не для друку».
Лауреат Премії ім. В. Мисика за переклад збірки поезій С.-Ж. Перса (1997).
Автор літературно-критичних книжок «Людина творить добро», «Звичайний хліб мистецтва», «Про Ігоря Муратова», «Земля і люди», «Близький берег долі», «Зерно і сходи». Переклав романи й повісті Р. Фалле, Л. Буссенара, Ж. Верна, А. Крісті. Д. Чейза, Б. Меламуда та ін.

## Праці
- Людина творить добро. К., 1966;
- Звичайний хліб мистецтва. К., 1969;
- Про Ігоря Муратова. К., 1972;
- Земля і люди. К., 1973;
- Близький берег долі. К., 1981;
- Завет поколений. Х. Л., 1986;
- Зерно і сходи. К., 1987;
- Блокноти. Т., 2001.
- Блокноты. Х., 2003;
- Люди і книги. Статті. Спогади. Х., 2006;
- Блокноты. Х., 2007;
- Прозріння. Літературно-критичні етюди. Х., 2008;
- Блокноты. Книга третья. Х., 2010;
- Блокноти. Видання друге, доповнене. Х., 2012;
- Література і час. Вибрана есеїстика. Х., 2013;
- Седьмая книга. Блокноты 2010—2014. Х., 2015.
- Восьмая книга. Блокноты 2014—2016. Х., 2016;